# Ritual of the Savage
Albums de Les Baxter
Arthur Murray Favorites: Tangos
(1951) Festival of the Gnomes
(1953)
Ritual of the Savage, parfois Ritual of the Savage (Le Sacre du Sauvage), est un album composé par Les Baxter sorti en 1951. Il est considéré comme l'un des albums fondateurs de l'exotica, sous-genre du jazz s'appuyant sur des sonorités « exotiques », très populaire dans les années 1950. La pochette de l'album est de William George : elle représente un couple dansant entouré de statues tiki,.

## Liste des titres
| Ritual of the Savage | Ritual of the Savage | Ritual of the Savage | Ritual of the Savage | Ritual of the Savage | Ritual of the Savage | Ritual of the Savage | Ritual of the Savage | Ritual of the Savage | Ritual of the Savage |
| No                   | Titre                | Durée                |                      |                      |                      |                      |                      |                      |                      |
| -------------------- | -------------------- | -------------------- | -------------------- | -------------------- | -------------------- | -------------------- | -------------------- | -------------------- | -------------------- |
| 1.                   | Busy Port            | 3:07                 |                      |                      |                      |                      |                      |                      |                      |
| 2.                   | Sophisticated Savage | 2:15                 |                      |                      |                      |                      |                      |                      |                      |
| 3.                   | Jungle River Boat    | 3:08                 |                      |                      |                      |                      |                      |                      |                      |
| 4.                   | Jungle Flower        | 2:44                 |                      |                      |                      |                      |                      |                      |                      |
| 5.                   | Barquita             | 1:45                 |                      |                      |                      |                      |                      |                      |                      |
| 6.                   | Stone God            | 3:10                 |                      |                      |                      |                      |                      |                      |                      |
| 7.                   | Quiet Village        | 3:19                 |                      |                      |                      |                      |                      |                      |                      |
| 8.                   | Jungle Jalopy        | 2:37                 |                      |                      |                      |                      |                      |                      |                      |
| 9.                   | Coronation           | 3:00                 |                      |                      |                      |                      |                      |                      |                      |
| 10.                  | Love Dance           | 2:19                 |                      |                      |                      |                      |                      |                      |                      |
| 11.                  | Kinkajou             | 1:53                 |                      |                      |                      |                      |                      |                      |                      |
| 12.                  | The Ritual           | 3:14                 |                      |                      |                      |                      |                      |                      |                      |
| 32:31                |                      |                      |                      |                      |                      |                      |                      |                      |                      |

## Analyse et postérité
Le but du compositeur Les Baxter tel qu'affiché sur l'album était de « mélanger ses idées créatives avec les mélodies rituelles et les rythmes entraînants des indigènes des jungles lointaines et des ports tropicaux afin de capturer toute la palette de couleurs, toute la ferveur, si expressive des émotions de ces peuples » ; ainsi, l'ambiance rendue à travers l'album est celle du calme au sein d'un village polynésien tel qu'imaginé par un auditeur américain. Les douze morceaux instrumentaux diffèrent dans leur composition : Jungle Flower se rapproche de la musique romantique alors que Love Dance s'éloigne de cette tradition musicale, cette piste est qualifiée d'« oscillation païenne » par le critique musical italien Francesco Adinolfi ; le dernier morceau décrit une sorte de cérémonie qui repose très largement sur les percussions. 
De composition différente, ces morceaux décrivent cependant un imaginaire similaire qui culmine avec Quiet Village, le septième morceau. Ritual of the Savage est souvent considéré comme l'album ayant inauguré l'exotica. Quiet Village est interprété à nouveau en 1959 par le pianiste américain Martin Denny, l'autre membre majeur de l'exotica avec Baxter ; la version de Denny atteint la quatrième place du Billboard Hot 100 en juin 1959,. Danny réalise une autre interprétation en 1964, dans un style proche de la bossa nova, puis jouant le morceau avec un synthétiseur Moog en 1969.